# Karel Jarůšek
Karel Jarůšek (* 2. Dezember 1952 in Blansko) ist ein ehemaliger tschechischer Fußballspieler, Fußballtrainer und derzeitiger Fußballfunktionär. Der 15-fache tschechoslowakische Nationalspieler ist Vorstandsvorsitzender des 1. FC Brünn.

## Spielerkarriere
Jarůšek begann mit dem Fußballspielen bei ČKD Blansko, im Alter von 14 Jahren kam er zu Zbrojovka Brno. Er wechselte 1971 zu Dukla Tábor, um dort seinen zweijährigen Wehrdienst abzuleisten, anschließend kehrte er nach Brünn zurück.
Bald verdrängte der talentierte Mittelfeldspieler František Mikloš aus der Startaufstellung. Jarůšek, der sich im zentralen Mittelfeld am wohlsten fühlte, war universal einsetzbar. Er galt als technisch starker Vorbereiter mit guter Defensivarbeit.
In der Tschechoslowakischen Nationalmannschaft debütierte er am 9. November 1977 im Heimspiel gegen Ungarn, das 1:1 endete. Fast genau ein Jahr später erzielte er sein einziges Tor in insgesamt 15 Länderspielen. Beim 3:0-Erfolg am 8. November 1978 über Italien überwand er Dino Zoff schon in der ersten Spielminute. Seinen letzten Auftritt im Dress der ČSSR hatte Jarůšek am 18. Mai 1980 im Brünner Stadion Za Lužánkami. Die Tschechoslowaken besiegten Rumänien mit 2:1.
Mit Zbrojovka Brno wurde Jarůšek 1977/78 tschechoslowakischer Meister, insgesamt bestritt er für den Verein 237 Erstligaspiele, in denen er 51 Tore schoss. 1985 ging er nach Griechenland zu Panserraikos, 1987 wechselte er zum österreichischen Klub SV Sparkasse Stockerau, von 1990 bis 1993 spielte er für den 1. Wiener Neustädter SC.
Seine Karriere ließ er von 1993 bis 1995 als Spielertrainer beim SV Eibenstein ausklingen.

## Trainerkarriere
Jarůšeks Trainerlaufbahn begann Mitte der 1990er Jahre beim SK Tuřany. Ab der Saison 1996/97 war er Co-Trainer beim FC Boby Brünn, im August 1998 übernahm er von Karel Večeřa den Posten des Cheftrainers. Er führte die Mannschaft auf den siebten Platz, im Folgejahr auf den vierten Rang. Nach nur einem Punkt aus den ersten fünf Spielen der Saison 2000/01 wurde Jarůšek durch Pavel Tobíaš ersetzt.
Zur Saison 2001/02 wurde Jarůšek Trainer beim FK Drnovice. In der Rückrunde geriet der Verein in große finanzielle Schwierigkeiten und verkaufte im April, sechs Begegnungen vor Saisonende, neun Spieler an den Ligakonkurrenten Marila Příbram. Daraufhin trat Jarůšek von seinem Amt zurück. In der Saison 2002/03 führte er den Erstligaabsteiger SFC Opava zurück in die Gambrinus Liga.
Anfang 2003 übernahm Jarůšek zum zweiten Mal in seiner Laufbahn den 1. FC Brünn, diesmal zusammen mit Stanislav Schwarz. Nach einem Jahr musste das Trainerduo seinen Platz für Jiří Kotrba räumen.

## Politik
Von November 2003 bis November 2004 war Jarůšek Mitglied des Senats der Tschechischen Republik, der oberen Kammer des Parlaments. Er wurde im Wahlkreis Brünn für die Občanská demokratická strana mit nur 21 Stimmen Vorsprung gewählt.